# Екатеринославка (Хабаровский край)
Екатериносла́вка — село в районе имени Лазо Хабаровского края. Входит в состав Георгиевского сельского поселения.

## География
Село Екатеринославка стоит на левом берегу реки Кия, немного выше районного центра посёлка Переяславка.
Автомобильная дорога к селу Екатеринославка идёт на восток (по левому берегу Кии) от автотрассы «Уссури».
Расстояние до Переяславки около 5 км.
От Екатеринославки на восток (вверх по Кие) идёт дорога в верховья реки Хор к селу Бичевая и посёлку Кутузовка.

## Население
| 1915 | 1926 | 1992 | 2002 | 2010 | 2011 | 2012 |
| ---- | ---- | ---- | ---- | ---- | ---- | ---- |
| 638  | ↗914 | ↘873 | ↘766 | ↗856 | ↘855 | ↗857 |
| 2021 |      |      |      |      |      |      |
| ↘643 |      |      |      |      |      |      |

## Улицы
| - ул. Заречная, - ул. Зелёная, - ул. Кирова, - ул. Ленина, | - ул. Набережная, - пер. Набережный, - ул. Новикова, - ул. Октябрьская, | - ул. Пионерская, - ул. Речная, - ул. Школьная, - ул. Юбилейная. |

## Экономика
Жители занимаются сельским хозяйством.